# Nikolai Alexejewitsch Sokolow

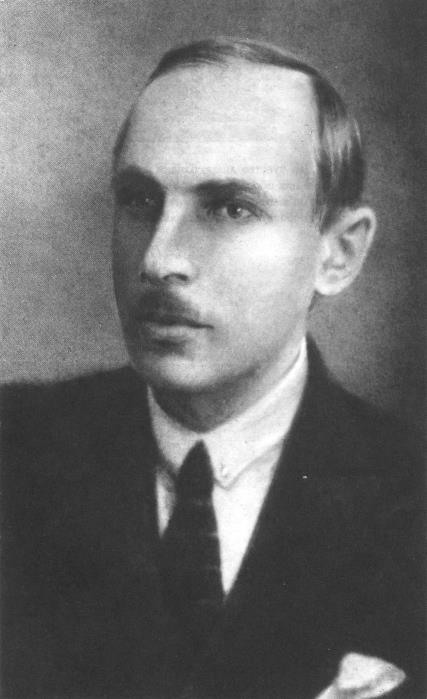
Nikolai Sokolow um 1920

Nikolai Alexejewitsch Sokolow (russisch Николай Алексеевич Соколов; * 22. Mai 1882 in Mokschan, Oblast Pensa, Russisches Kaiserreich; † 23. November 1924 in Salbris, Département Loir-et-Cher, Frankreich) war ein russischer Richter und Untersuchungsführer bei der Klärung des Verbleibs Nikolaus II. und der Zarenfamilie nach der Oktoberrevolution.

## Leben

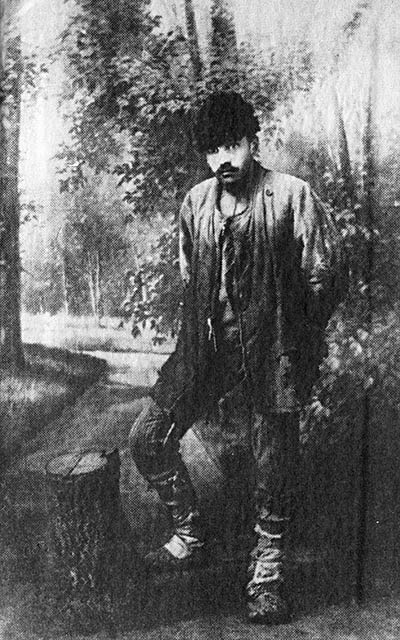
Sokolow als Bauer verkleidet

Nach dem Studium der Rechtswissenschaften in Charkiw wurde Sokolow in der Oblast Pensa Richter für außerordentliche Angelegenheiten. Nach der Oktoberrevolution weigerte er sich in den Dienst der Bolschewiki zu treten und floh nach Omsk. Der überzeugte Monarchist und strenggläubige Sokolow schloss sich dort zarentreuen Kreisen an. Er trat der Weißen Armee bei und schmiedete Pläne zur Befreiung der gefangenen Zarenfamilie um Nikolaus II., die jedoch niemals ernstlich umgesetzt wurden und folgenlos blieben. Am 7. Februar 1919 beauftragte Admiral Alexander Koltschak ihn offiziell mit der Untersuchung des Todes der Zarenfamilie. Zu diesem Zeitpunkt lag die Erschießung der Zarenfamilie bereits fast ein Jahr zurück. Doch da die Bolschewiki weiterhin behaupteten, zwar Nikolaus II., nicht aber seine Frau Alexandra Fjodorowna  und die fünf gemeinsamen Kinder ermordet zu haben, rankten sich noch immer viele Gerüchte um den Verbleib der Zarenfamilie. Der Ort des Mordes, das Ipatjew-Haus bei Jekaterinburg, befand sich seit dem 25. Juli 1918 unter Kontrolle der Weißarmisten unter General Radola Gajda. Dies ermöglichte Sokolow ungestörte Ermittlungen, sodass er große Mengen an zurückgelassenem Beweismaterial auswerten, sowie hunderte Zeugen, darunter auch drei Wächter des Ipatjew-Hauses, befragen konnte. Sokolow gelang es jedoch nicht, die sterblichen Überreste der Zarenfamilie ausfindig zu machen.
Die sich zuungunsten der Weißen Armee entwickelnde Bürgerkriegslage und die Rückeroberung Jekaterinburgs durch die Bolschewiki zwang ihn zur Flucht entlang der Transsibirischen Eisenbahn nach Harbin. Im Jahr 1920 reiste Sokolow gemeinsam mit General Maurice Janin nach Frankreich, wo er sich im kleinen Ort Salbris im Département Loir-et-Cher niederließ. Er lebte dort gemeinsam mit seiner 23 Jahre alten Frau, die er in Jekaterinburg kennengelernt hatte, sowie seiner Tochter Natalie und seinem Sohn Alexei in ärmlichen Verhältnissen. Er wertete seine Ermittlungsergebnisse aus und fasste sie in einem Bericht zusammen. Nikolai Sokolow wurde nach längerer Krankheit am 23. November 1924 im Garten seines Hauses tot aufgefunden. Als Todesursache wurde ein Herzinfarkt ermittelt. Noch im gleichen Jahr wurden seine Ergebnisse auf Französisch unter dem Buchtitel Enquête judiciaire sur l’assassinat de la famille impériale Russe (deutscher Buchtitel: Die Ermordung der Zarenfamilie) veröffentlicht. In diesem kommt er zu dem Schluss, dass die Zarenfamilie mitsamt ihren vier Angestellten im Ipatjew-Haus ermordet worden war und die Leichen anschließend restlos verbrannt wurden. Die von Sokolow aufgestellten Theorien trafen jedoch von Beginn an auf harten Widerstand. Maria Fjodorowna, Mutter des letzten russischen Zaren, erkannte die Untersuchungsergebnisse zeitlebens nicht an. So befand sich lediglich eine der Wachen, die Sokolow als Zeugen befragt hatte, zum Zeitpunkt der Ermordung auch tatsächlich im Ipatjew-Haus. Darüber hinaus wurde angezweifelt, dass die elf Leichen so schnell restlos hätten beseitigt werden können. Vor allem die vollständige Vernichtung der Knochen wäre in so kurzer Zeit unmöglich gewesen. Tatsächlich stellte sich nach der Exhumierung der Gebeine der Mordopfer im Jahre 1991 heraus, dass Sokolows akribische Arbeit ausschließlich in diesem Punkt nicht zutreffend war. Trotz dieses inhaltlichen Fehlers erfuhr die Weltöffentlichkeit durch die Buchveröffentlichung erstmals von der Ermordung der Zarenfamilie, die zuvor nur vermutet werden konnte.
Nikolai Sokolow liegt heute auf dem örtlichen Friedhof in Salbris begraben. Sein Grab ist noch erhalten und kann besichtigt werden.